# Vernines
Vernines é uma comuna francesa na região administrativa de Auvérnia-Ródano-Alpes, no departamento Puy-de-Dôme. Estende-se por uma área de 18,11 km². Em 2010 a comuna tinha 440 habitantes (densidade: 24,3 hab./km²).